# Henrique da Prússia (1726–1802)
Frederico Henrique Luís da Prússia (em alemão: Friedrich Heinrich Ludwig von Preußen; Berlim, 18 de janeiro de 1726 – Rheinsberg, 3 de agosto de 1802) foi um príncipe prussiano e, em 1786, foi sugerido como candidato para a idealizada monarquia dos Estados Unidos.

## Família
Henrique era o décimo-terceiro filho do rei Frederico Guilherme I da Prússia e da princesa Sofia Doroteia de Hanôver. Os seus avós paternos eram o rei Frederico I da Prússia e a princesa Sofia Carlota de Hanôver. Os seus avós maternos eram o rei Jorge I da Grã-Bretanha e a duquesa Sofia Doroteia de Brunsvique-Luneburgo.

## Vida
Quando tinha apenas catorze anos, Henrique foi nomeado coronel do 35.º regimento de infantaria pelo seu irmão Frederico depois de este se tornar rei em 1740, uma posição que o levou a participar nas Guerras da Silésia. Henrique viveu sob a sombra do seu irmãos mais velho, Frederico, o Grande, e por vezes criticava as estratégias militares e política estrangeira do rei. Em 1753 publicou as suas memórias sob o pseudónimo "Maréchal Gessler".

No dia 25 de junho de 1752, Henrique casou-se com a princesa Guilhermina de Hesse-Cassel em Charlottenburg, mas o casal não teve filhos. Henrique vivia em Rheinsberg, um presente do seu irmão mais velho. Apesar de se ter casado, Henrique nunca escondeu as suas tendências homossexuais, fazendo amizades profundas com o actor Blainville e La Roche-Aymon, um conde francês exilado. Um dos seus favoritos, o major Kaphengst, aproveitou-se do interesse que o príncipe tinha por ele para levar uma vida dissipada numa propriedade próxima de Rheinsberg.

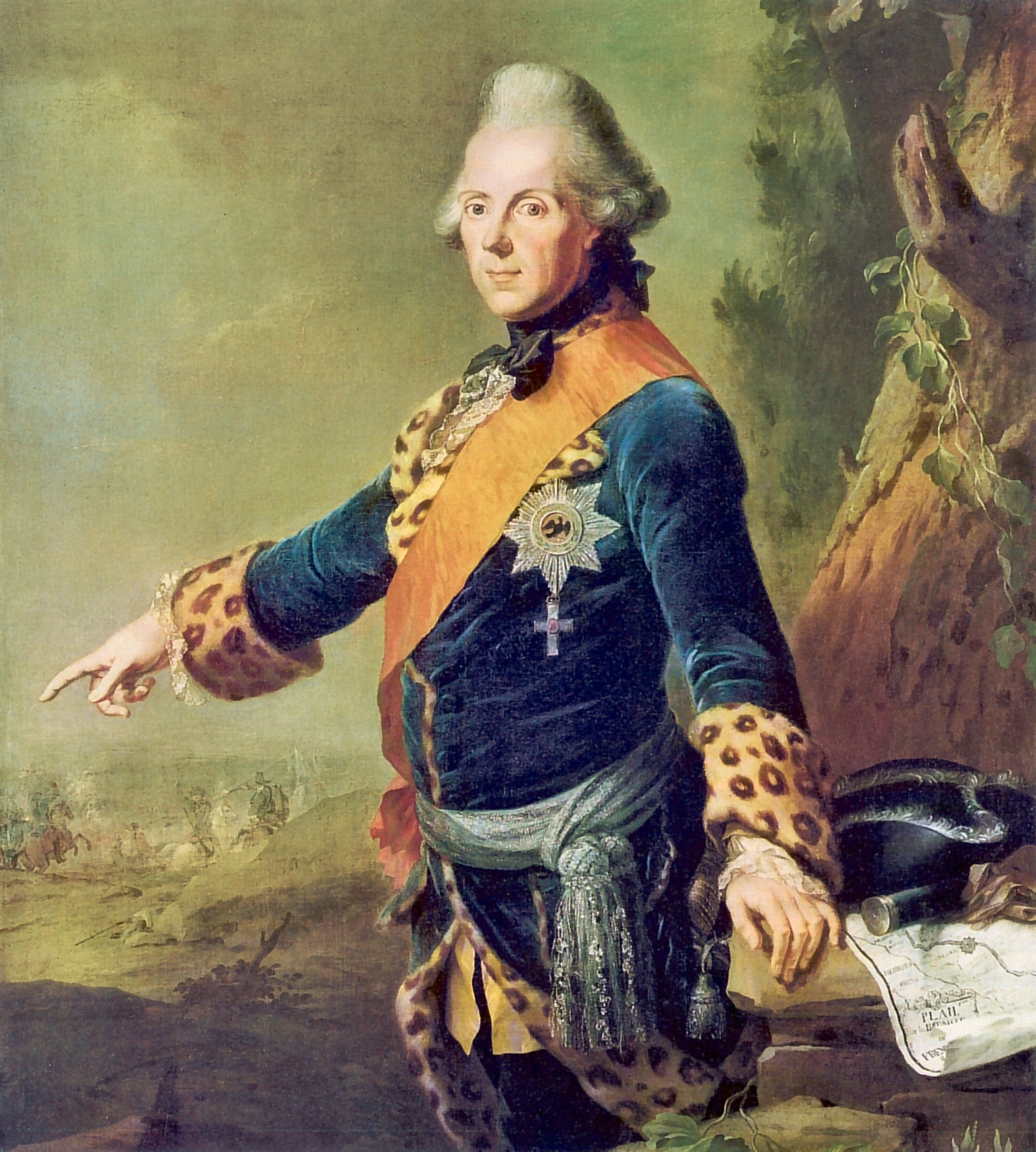
Henrique em 1769, por J. H. Tischbein.

Henrique liderou os exércitos prussianos com êxito durante a Guerra dos Sete Anos (1756-1763) onde nunca perdeu uma batalha. Após o êxito inicial da Prússia contra os exércitos unidos da Rússia e da Áustria na Batalha de Kunersdorf, Henrique pediu ao seu irmão Frederico que parasse o ataque. O rei, que já tinha enviado uma mensagem de vitória a Berlim, insistiu em atacar. No fim do dia o exército prussiano tinha sido dizimado, deixando o reino da Prússia praticamente sem defesas e oferecendo uma vitória esmagadora ao inimigo. Depois foi Henrique quem reorganizou as forças prussianas. Frederico nomeou o irmão comandante das forças orientais, o flanco estratégico do rei. Henrique venceria grande parte das batalhas mais conhecidas em Freiberg em 1762.
Após a Guerra dos Sete Anos, Henrique passou a ser um diplomática perspicaz que ajudou a planear a Primeira Partição da Polónia através de viagens a Estocolmo e São Petersburgo. Na década de 1780 realizou duas viagens diplomáticas a França.
Henrique tentou obter um principado para si e, por duas vezes, tentou tornar-se rei da Polónia, mas encontrou um forte obstáculo na oposição do seu irmão Frederico. O rei também impediu Henrique de se tornar rei de um reino que Catarina II da Rússia planeava criar na Valáquia.

## Proposta para o reino dos Estados Unidos
Em 1786, quer Nathaniel Gorham, o então Presidente do Congresso Continental, ou Friedrich Wilhelm von Steuben, o general prussiano que prestou serviço militar no Exército Continental, sugeriram a Alexander Hamilton que o príncipe Henrique se deveria tornar Presidente ou rei dos Estados Unidos, mas a oferta foi retirada ainda antes de o príncipe poder responder.

## Últimos anos
Após a morte de Frederico em 1786, Henrique esperava tornar-se mais influente no governo prussiano, como conselheiro do seu sobrinho, o novo rei Frederico Guilherme II da Prússia e, apesar de se ter tornado menos influente do que esperava, tornou-se mais importante durante os seus últimos anos de vida, aconselhando o seu sobrinho-neto Frederico Guilherme III da Prússia que iniciou o seu reinado em 1797.